# Manufactura tèxtil
La manufactura tèxtil  és una de les indústries més antigues de la humanitat. El teixit més antic conegut és anterior al 5000 aC Per fer tèxtils, el primer requisit és comptar amb una font de fibra de la qual es pugui fer un fil, normalment filant-lo. El fil és processat teixint o entrellaçat, el que converteix el fil en qüestió. La màquina usada per entrellaçar és el teler. Per decoració, el procés de donar color al fil o d'acabat al material és el tenyit.
El processament usual dels tèxtils inclou 4 etapes: formació del fil a partir de la fibra, formació de la tela, procés d'humidificació i fabricació.
Els tres principals tipus de fibres són vegetals (com ara el cotó, lli, jute i cànem), proteïnes animals (llana, seda, moher) o fibres artificials, sigui a base de primeres matèries naturals, com és el cas del raió, acetat, modal, cupro i lyocell sigui sintètiques a base de matèries primeres minerals (niló, acril…).

## Processament a mà

### Llana
El procés de formació de fil a través de fibres animals varia pel que fa a la formació amb fibres de plantes. Tal és el cas de la llana o compostos d'ella. Per obtenir la fibra del cabell animal es porta a terme:

#### Esquilada

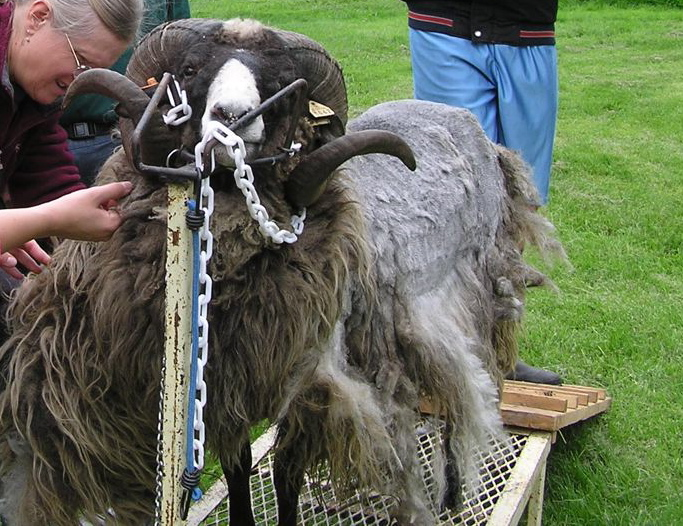
Ovella en fase d'esquella.

El primer pas per obtenir la llana o velló és per mitjà de l'esquila. Consisteix a tondre la llana de l'animal. Pot fer-se amb unes tisores manuals especials per a això o una màquina de dues fulles, que funciona utilitzant la força motriu elèctrica.
Esquiladors professionals poden esquilar una ovella en un o dos minuts.

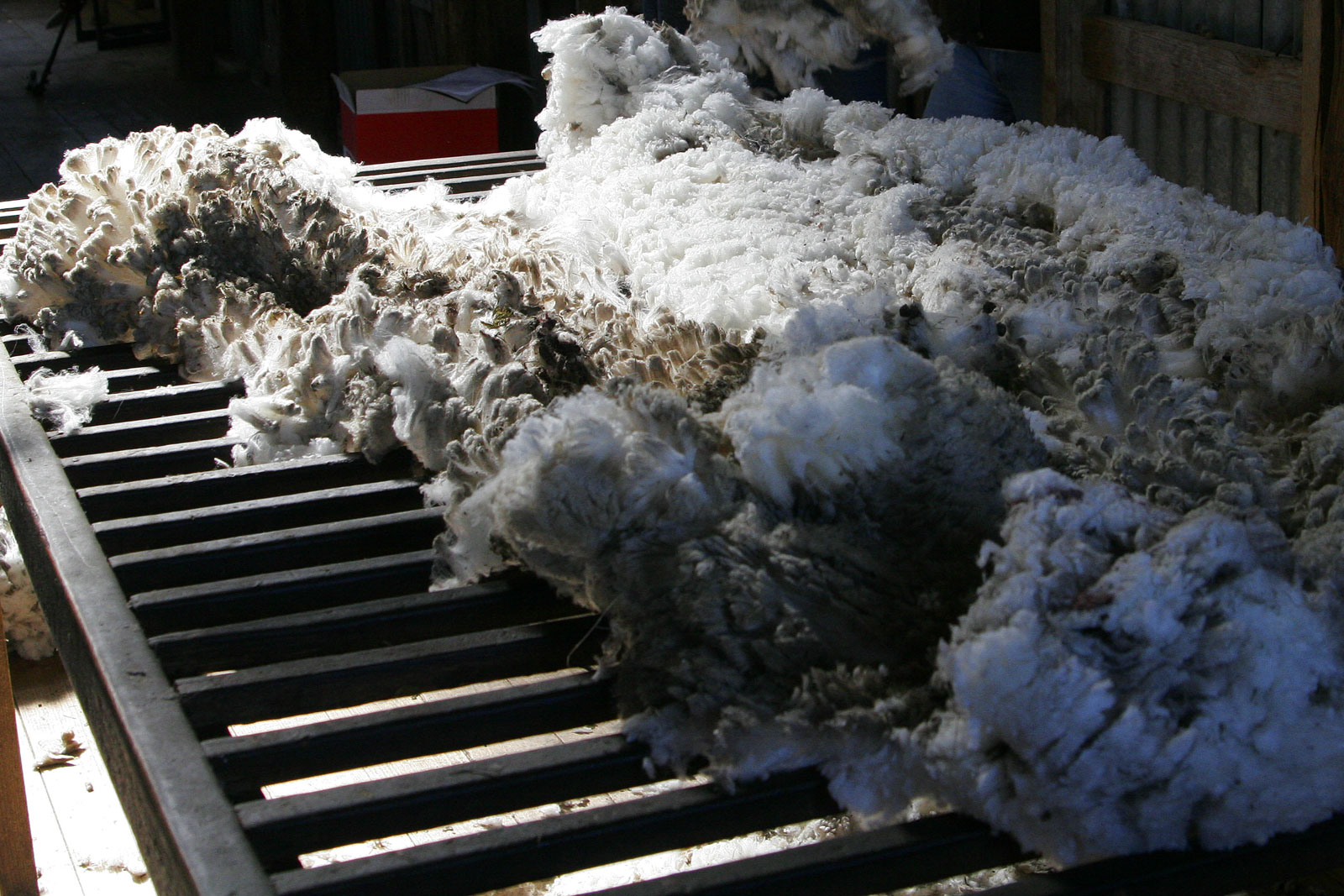
Velló o llana esquilada.

Quan la llana o velló s'extreu de l'ovella s'obté una sola peça. També, és millor si l'esquilador talla arran de la pell de manera que un segon tall no és requerit. Un segon tall fa molt curtes les fibres, les quals són més difícils i menys agradables de manejar i torçar. Races primitives, com la escocesa ovella de Soay tenen un velló fi, en el qual no es distingeixen les fibres curtes de les llargues. Per això cal arrencar-li els pèls i no pas tondre'l. Una altra opció és recollir els brins que van caient a terra de forma espontània.

#### Selecció
La selecció consisteix a descartar tota la llana que no és viable per torçar (molt curta o amb restes d'excrement). De vegades es pot filar aquesta llana, amb molt esforç extra, si es desitja (l'excrement es renta, les fibres curtes amb dificultat es torcen i es maneguen altres desavantatges), però aquest pas pot evitar-se. També podeu seleccionar mentre es realitza el cardat.
 Neteja 
Abans de cardar la llana, ha de ser netejada. En aquest punt el velló està ple de lanolina i sol contenir materials vegetals, com pals, vares, adhesiva o palla. Una manera de prevenir que s'adhereixin els materials vegetals a la llana és posar a l'ovella un abric durant de tot l'any.
En aquest punt hi ha dues alternatives:
- La primera és simplement extreure els materials vegetals i seguir amb el següent pas, conservant la lanolina a la llana. Les persones que trien retorçar en el greix (és a dir, amb la lanolina encara en la llana) prefereixen aquest mètode, i esperen a rentar la lanolina fins a acabar de retorçar. També la lanolina pot deixar-se en la llana encara després de retorçar, aconseguint teles impermeables.
- Si no es vol retorçar en el greix, l'altra opció és treure els materials vegetals i la lanolina. Rentar la llana en aquesta etapa pot ser un procés tediós. Algunes persones ho renten per petites àrees amb molta cura i després ho deixen assecar en una taula al sol. Altres submergeixen tota la llana en una pica d'aigua i sabó, deixa reposar, el baten i tornen a omplir la pica amb aigua nova fins que la llana queda neta (de sabó i terra). En una fàbrica de cardat posen la llana en una rentadora (que ha estat lleugerament modificada amb aquest propòsit) i dissolen la lanolina mitjançant el sabó i aigua molt calenta. Totes aquestes formes funcionen. El que cal evitar és refregar la llana contra si mateixa. Si la llana es comprimeix o refrega, es converteix en feltre i filar-lo es fa impossible. El feltre, quan és fet a propòsit (amb agulles, químics o simplement comprimint les fibres una contra l'altra) es pot utilitzar per crear peces.

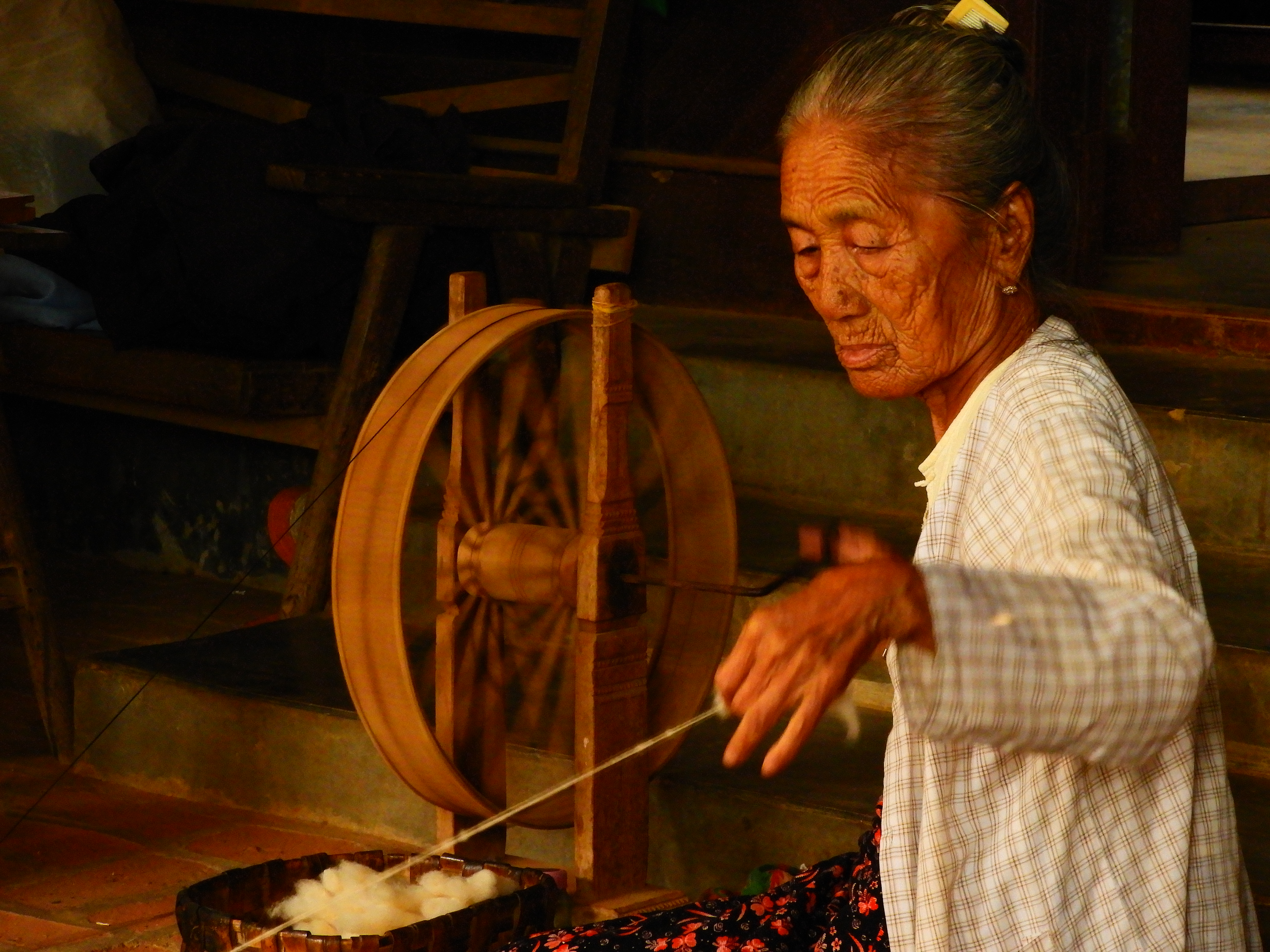
Filadora tradicional a la casa de la seva família a Old Bagan, Myanmar (2019).

#### Cardat o pentinat
Abans del retorçat és una bona idea deixar la llana en un estat lleugerament més manejable. És possible retorçar la llana directament, si és que està molt neta, però és molt més fàcil retorçar si està cardada.